# Empuje del motor de turbina de gas
El estudio somero de los aviones a reacción trata el empuje del reactor con una descripción de «caja negra» que solo observa lo que entra en el motor a reacción, aire y combustible, y lo que sale, gases de escape y una fuerza desequilibrada. Esta fuerza, llamada empuje, es la suma de la diferencia de momento entre la entrada y la salida y cualquier fuerza de presión desequilibrada entre la entrada y la salida, como se explica en «Cálculo del empuje». 
Por ejemplo, un turborreactor temprano, el Bristol Olympus Mk. 101, tenía un empuje de momento de 9300 lb y un empuje de presión de 1800 lb, lo que da un total de 11 100 lb. Mirar dentro de la «caja negra» muestra que el empuje resulta de todas las fuerzas de impulso y presión desequilibradas creadas dentro del propio motor. Estas fuerzas, algunas hacia delante y otras hacia atrás, actúan sobre todas las partes internas, tanto fijas como giratorias, como conductos, compresores, etc., que se encuentran en el flujo de gas primario que atraviesa el motor de delante hacia atrás. La suma algebraica de todas estas fuerzas se transmite a la estructura del avión para su propulsión. «Flight» ofrece ejemplos de estas fuerzas internas para dos de los primeros motores a reacción, el Rolls-Royce Avon Ra.14 y el de Havilland Goblin. 

## Transferencia de empuje al avión
El empuje del motor actúa a lo largo de la línea central del motor. El avión «sujeta» el motor en la carcasa exterior del motor a cierta distancia de la línea central del motor (en los soportes del motor). Esta disposición hace que la carcasa del motor se doble (lo que se conoce como flexión de la columna vertebral) y que las carcasas redondas del rotor se distorsionen (ovalización). La distorsión de la estructura del motor debe controlarse con ubicaciones de montaje adecuadas para mantener holguras aceptables del rotor y del sello y evitar el rozamiento. Un ejemplo muy conocido de deformación estructural excesiva se produjo con la instalación del motor original Pratt & Whitney JT9D en el avión Boeing 747. El montaje del motor tuvo que revisarse con la adición de un bastidor de empuje adicional para reducir las deflexiones de la carcasa a un nivel aceptable.

## Empuje del rotor
El empuje del rotor en un cojinete de empuje no está relacionado con el empuje del motor. Incluso puede cambiar de dirección a ciertas RPM. La carga del cojinete se determina teniendo en cuenta la vida útil del cojinete. Aunque las cargas aerodinámicas en el compresor y las palas de la turbina contribuyen al empuje del rotor, son pequeñas en comparación con las cargas de la cavidad dentro del rotor que resultan de las presiones del sistema de aire secundario y los diámetros de sellado en los discos, etc. Para mantener la carga dentro de las especificaciones del cojinete, los diámetros de sellado se eligen en consecuencia, como, hace muchos años, en la cara posterior del impulsor en el motor del de Havilland Ghost. A veces hay que añadir un disco adicional conocido como pistón de equilibrio dentro del rotor. Un ejemplo temprano de turborreactor con un pistón de equilibrio fue el Rolls-Royce Avon.

## Cálculo del empuje
El empuje neto (FN) de un motor viene dado por: : p16 
{\displaystyle F_{N}=({\dot {m}}_{air}+{\dot {m}}_{fuel})v_{e}-{\dot {m}}_{air}v}
| donde:             | |
| ṁ air              | = la tasa de masa del flujo de aire que atraviesa el motor                                                     |
| ṁ fuel             | = la tasa de masa del flujo de propelente que entra en el motor                                                |
| ve                 | = la velocidad efectiva de escape del chorro (la velocidad de la estela de escape en relación con la aeronave) |
| v                  | =la velocidad de la entrada de aire = la velocidad real de la aeronave                                         |
| (ṁ air + ṁ fuel)ve | = el empuje bruto de la tobera (FG)                                                                            |
| ṁ air v            | = la resistencia aerodinámica del aire de admisión                                                             |

La mayoría de los tipos de motores a reacción tienen una toma de aire, que proporciona la mayor parte del fluido que sale por el escape. Sin embargo, los motores cohete convencionales no tienen toma de aire, por lo que «air» es cero. Por lo tanto, los motores cohete no tienen resistencia dinámica y el empuje bruto de la tobera del motor cohete es el empuje neto del motor. En consecuencia, las características de empuje de un motor cohete son diferentes de las de un motor a reacción que respira aire, y el empuje es independiente de la velocidad.
Si la velocidad del chorro de un motor a reacción es igual a la velocidad del sonido, se dice que la tobera del motor a reacción está estrangulada. Si la tobera está estrangulada, la presión en el plano de salida de la tobera es mayor que la presión atmosférica, y se deben añadir términos adicionales a la ecuación anterior para tener en cuenta el empuje de la presión. Sin embargo, «ve» es la velocidad de escape «efectiva». Si un motor turborreactor tiene una tobera de escape puramente convergente y la velocidad de escape real alcanza la velocidad del sonido en el aire a la temperatura y presión de escape, los gases de escape no pueden ser acelerados más por la tobera. En tal caso, los gases de escape conservan una presión superior a la del aire ambiente. Esta es la fuente del «empuje por presión».
La velocidad de flujo del combustible que entra en el motor suele ser muy pequeña en comparación con la velocidad de flujo del aire. Cuando la contribución del combustible al empuje bruto de la tobera puede ignorarse, el empuje neto es:
{\displaystyle F_{N}={\dot {m}}_{air}(v_{e}-v)}
La velocidad del chorro (ve) debe superar la velocidad real del aire de la aeronave (v) para que se produzca un empuje neto hacia delante en la aeronave. La velocidad (ve) puede calcularse termodinámicamente basándose en la expansión adiabática.

## Aumento del empuje
El aumento del empuje ha adoptado muchas formas, siendo la más común la de complementar un empuje de despegue insuficiente. Algunos de los primeros aviones a reacción necesitaban ayuda de cohetes para despegar desde aeródromos situados a gran altitud o cuando la temperatura diurna era elevada. Un avión más reciente, el bombardero supersónico Tupolev Tu-22, estaba equipado con cuatro propulsores SPRD-63 para el despegue. Posiblemente el requisito más extremo que necesitaba asistencia de cohetes, y que fue de corta duración, fue el lanzamiento de longitud cero. Casi tan extremo, pero muy común, es la asistencia con catapultas desde portaaviones. La asistencia de cohetes también se ha utilizado durante el vuelo. El motor auxiliar SEPR 841 se utilizó en el Dassault Mirage para la interceptación a gran altitud.
Las primeras disposiciones de ventiladores traseros que añadían un flujo de aire de derivación a un turborreactor se conocían como aumentadores de empuje. El ventilador trasero instalado en el turborreactor General Electric CJ805-3 aumentó el empuje de despegue de 11 650 lb a 16 100 lb.
Agua u otro refrigerante, en el compresor o la cámara de combustión y la inyección de combustible en el tubo de escape (postcombustión/recalentamiento) se convirtieron en métodos estándar para aumentar el empuje, conocidos como empuje «húmedo» para diferenciarlo del empuje «seco» sin aumento.
La inyección de refrigerante (refrigeración previa al compresor) se ha utilizado, junto con la postcombustión, para aumentar el empuje a velocidades supersónicas.  El «Skyburner» McDonnell Douglas F-4 Phantom II estableció un récord mundial de velocidad utilizando inyección de agua en la parte delantera del motor.
A velocidades Mach elevadas, los poscombustores suministran progresivamente más empuje al motor a medida que el empuje del turbomotor desciende hacia cero, velocidad a la que la relación de presión del motor (epr) ha caído a 1,0 y todo el empuje del motor proviene del poscombustor. El postquemador también tiene que compensar la pérdida de presión en la turbomáquina, que es un elemento de resistencia a velocidades más altas, donde la epr será inferior a 1,0. 
El aumento del empuje de los motores con postcombustión existentes para tareas especiales de corta duración ha sido objeto de estudios para el lanzamiento de pequeñas cargas útiles a órbitas terrestres bajas utilizando aviones como el McDonnell Douglas F-4 Phantom II, el McDonnell Douglas F-15 Eagle, el Dassault Rafale y el Mikoyan MiG-31, y también para transportar paquetes experimentales a grandes altitudes utilizando un Lockheed SR-71. En el primer caso, se requiere un aumento de la velocidad máxima existente para los lanzamientos orbitales. En el segundo caso, se requiere un aumento del empuje dentro de la capacidad de velocidad existente. En el primer caso se utiliza la refrigeración de la entrada del compresor. Un mapa del compresor muestra que el flujo de aire se reduce al aumentar la temperatura de entrada del compresor, aunque este sigue funcionando a las revoluciones máximas (pero con una velocidad aerodinámica reducida). La refrigeración de la entrada del compresor aumenta la velocidad aerodinámica, el flujo y el empuje. En el segundo caso, se permitió un pequeño aumento de la velocidad mecánica máxima y de la temperatura de la turbina, junto con la inyección de óxido nitroso en el postquemador y el aumento simultáneo del flujo de combustible del postquemador.